# Бардов Василь Гаврилович
Бардов Василь Гаврилович (Бардаков) (25 травня 1948 року, с. Новочудневе Казанківського району Миколаївської області) — видатний український лікар-гігієніст, метеокліматолог, педагог, доктор медичних наук, професор, член-кореспондент Національної академії медичних наук України, лауреат Державної премії України в галузі науки і техніки (1997 р)., Заслужений діяч науки і техніки України (2009).
Завідувач кафедри гігієни та екології, директор Інституту гігієни та екології Національного медичного університету імені акад. О. О. Богомольця.
Лауреат премії АМН України у галузі профілактичної медицини (1998 p.); відмінник охорони здоров'я СРСР (1981 p.); лікар вищої категорії з комунальної гігієни (1998 р.) та загальної гігієни (2002 р.); член правління Українського товариства гігієністів та санітарних лікарів; член Міжвідомчої комісії з питань біологічної та генетичної безпеки при Раді Національної безпеки і оборони України; член Держхімкомісії при Кабінеті Міністрів України.
Випускник санітарно-гігієнічного факультету Київського медичного інституту, учень та послідовник наукової школи професора Р. Д. Габовича. Яскравий лектор і чудовий, досвідчений викладач, талановитий організатор.
Співавтор понад 820 наукових робіт, підготував 72 докторів і кандидатів наук. Наукові дослідження присвячені  — вивченню питань щодо впливу метеофакторів, сонячної інсаляції та Сонця на організм і здоров'я людини, метеозалежність людей. Експерт Ради національної безпеки та оборони України.
Засновник меморіалу вітчизняних учених-гігієністів на фронтоні санітарно-гігієнічного корпусу Національного медичного університету імені Олександра Богомольця
Виховує 3 синів 5 онуків та 2 онучок.